# Олмети (Рим)
Олмети је насеље у Италији у округу Рим, региону Лацио.
Према процени из 2011. у насељу је живело 4 становника. Насеље се налази на надморској висини од 128 м.